# Estilo hermenéutico

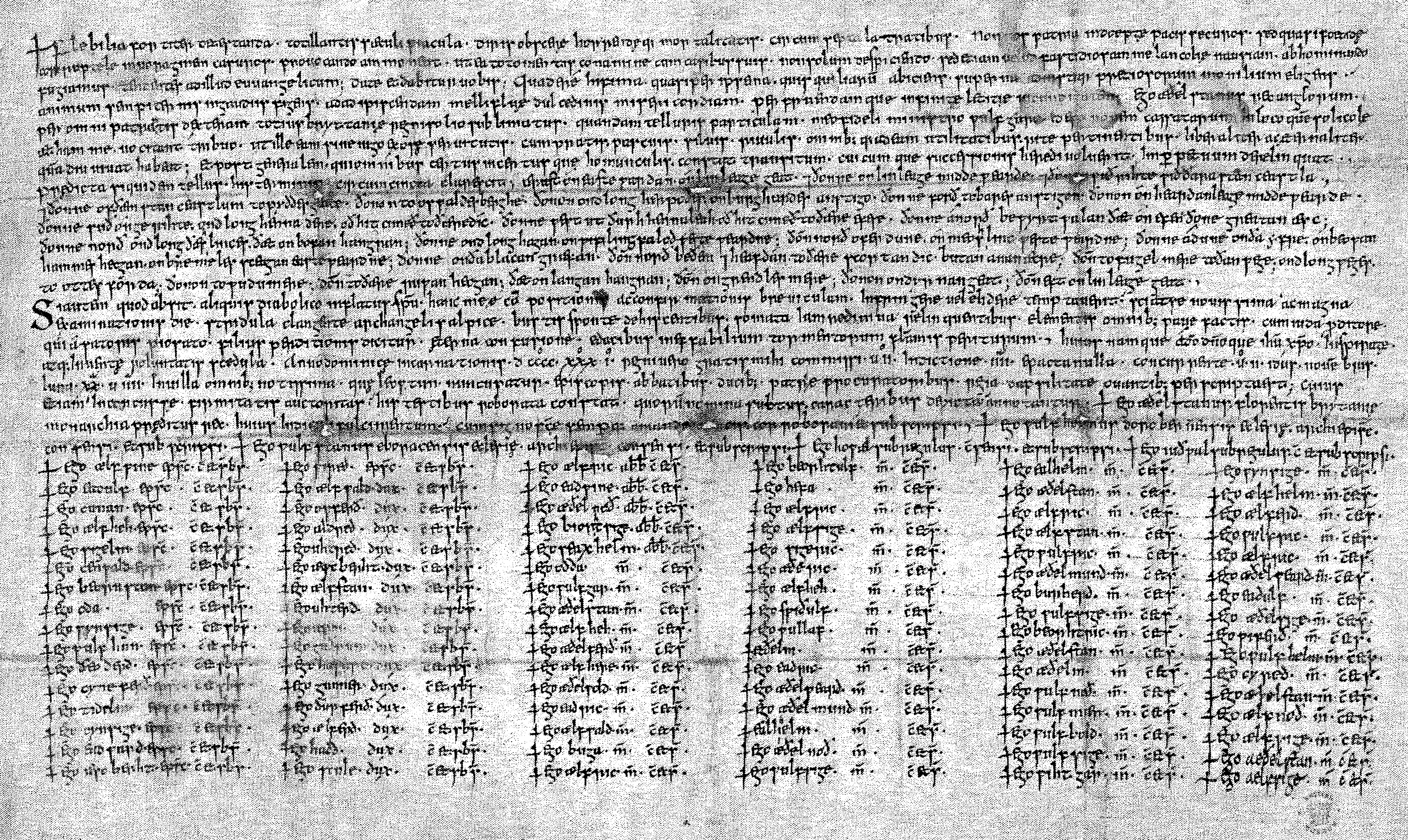
Carta original S 416, escrito por "Æthelstan A" en estilo hermenéutico en 931

El estilo hermenéutico es un estilo del latín durante el fin del periodo romano y el inicio de la era medieval, caracterizado por el excesivo uso de palabras inusuales y arcaicas, especialmente las derivadas del griego. El estilo es encontrado por primera vez en el trabajo de Apuleius en el segundo siglo, en varios escritores en la Roma tardía. El periodo medieval temprano, algunos escolásticos continentales fueron sus exponentes incluyendo a Johannes Scotus Eriugena y a Odo de Cluny.
En Inglaterra, el obispo del siglo siete Aldhelm era el más influyente escritor hermenéutico; la escolástica latina declinó en el siglo nueve. Resurgió en el siglo diez volviéndose de gran influencia, diferente al de la Europa continental, donde solo era usado por una minoría de escritores, en este siglo en Inglaterra casi se vuelve el estilo universal, este fue el estilo de la reforma inglesa benedictina, el más importante movimiento posterior en la Inglaterra anglo-sajona. El estilo perdió fuerza luego de la conquista normanda, y en el siglo doce William de Malmesbury la describe como desagradable y pomposa. 
Los historiadores por igual la trataron de forma despectiva hasta el siglo veinte en la cual, estudiosos como Michael Lapidge, argumentaban que esta debía ser tratada como un importante aspecto el momento tardío de la cultura anglo-sajona 

## Definición
En 1953, Alistair Campbell argumentó que había dos
estilos principales de latín en Inglaterra anglosajona. Uno, el cual llamó el clásico, estuvo ejemplificado por las escrituras de Bede (c. 672–735), mientras el obispo inglés Aldhelm (c. 639–709) era el autor más influyente de la otra escuela, el cual extensamente palabras raras utilizadas, incluyendo palabras griegas derivados de glosarios hermenéuticos.[1] Andy Orchard contrasta el "la limpia y directa prosa de Bede, con su vocabulario y sintaxis básicamente bíblica" con el "altamente elaborado y adornado estilo de Aldhelm, con un vocabulario y la sintaxis finalmente derivada de verso latino".[2] Aldhelm fue el hombre más versado en los primeros cuatro siglos de cristianismo anglosajón, con un conocimiento profundo de poesía latina (a diferencia de Bede). Su estilo era altamente influyente en los dos siglos después de su muerte, y sería el dominante en la Inglaterra anglosajona más tardía.[3] Tomar préstamos del griego no fue limitado a escritores hermenéuticos de latín. En un estudio del 2005, J. N. Adams, Michael Lapidge y Tobias Reinhardt observa que "la exhumación de palabras griegas (pobremente entendidas) de glosarios greco-latinos para los propósitos de ornamentación estilística eran extendidos durante la Edad Media."[4]

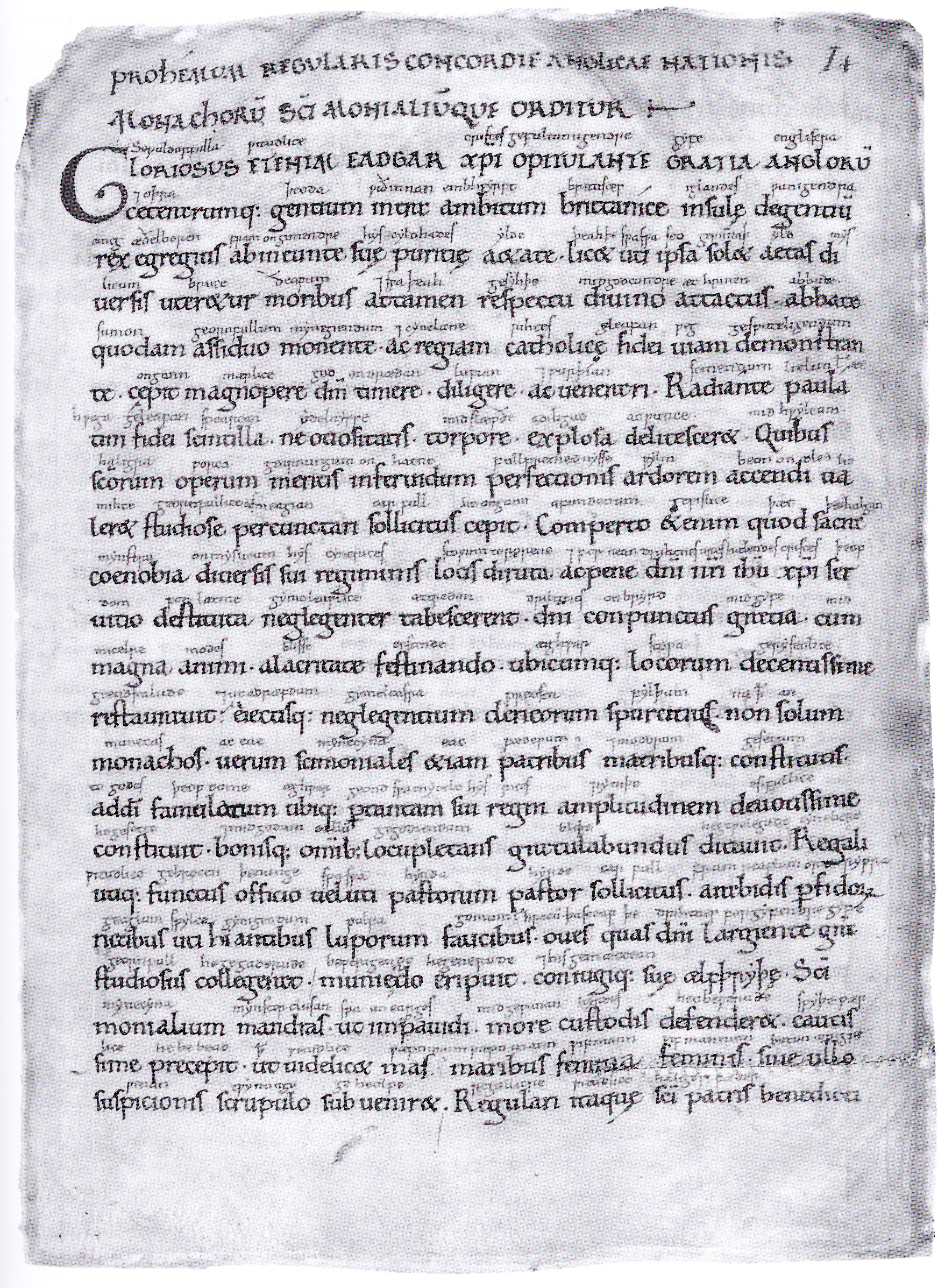
El principio del Regularis Concordia, redactado por Æthelwold en estilo hermenéutico

- Datos: Q19874096
- Multimedia: Hermeneutic style / Q19874096